# 紅尾南鰍
紅尾南鰍（學名：Schistura rubrimaculata）為輻鰭魚綱鯉形目條鰍科南鰍屬的其中一種。分布於亞洲緬甸Man Chaung和Shwe Chaung淡水流域，本魚體細長，口下位，觸鬚3對，身體和頭部的腹半部呈白色，並帶銀色光澤，具有突出的黑色中外側條紋和多達六個小背鞍狀斑，魚鰭透明，尾柄部具一個紅斑，體長可達2.8公分，棲息在河川底層水域，生活習性不明。

## 扩展阅读
維基物種上的相關：紅尾南鰍